# Hoa hậu Thế giới 1956

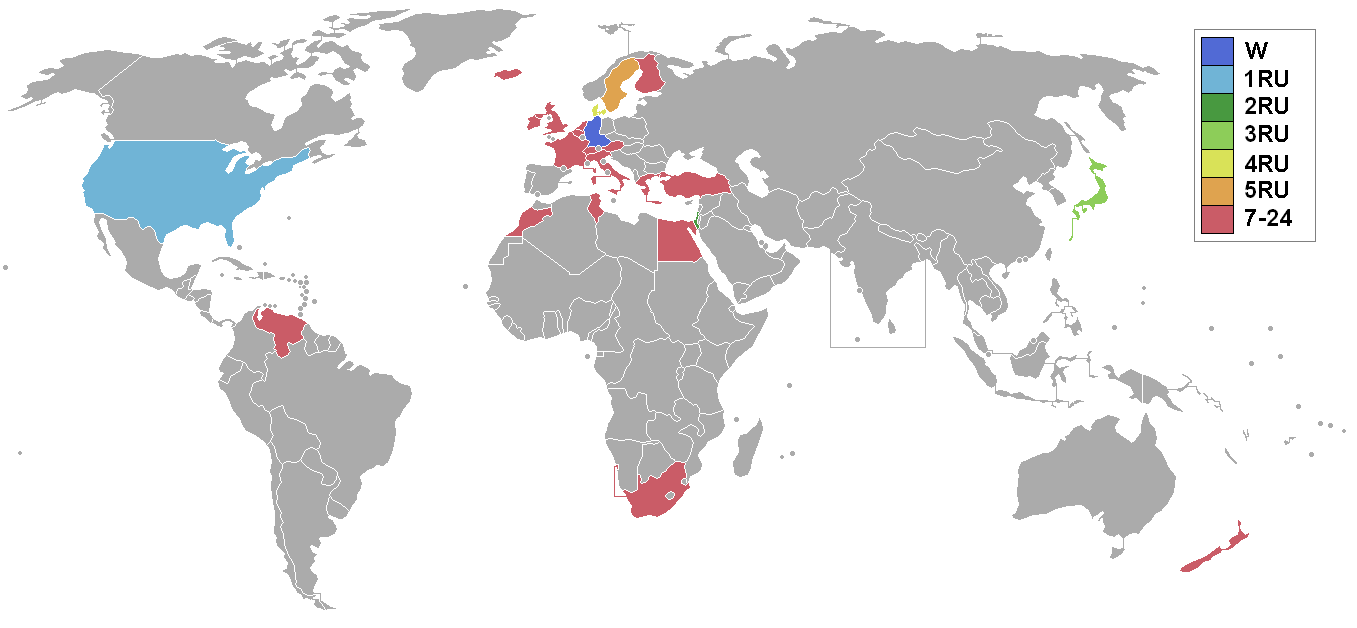
Các quốc gia và vùng lãnh thổ tham dự cuộc thi và kết quả

Hoa hậu Thế giới 1956, là cuộc thi Hoa hậu Thế giới lần thứ 6, được tổ chức vào ngày 15 tháng 10 năm 1956 tại nhà hát Lyceum, Luân Đôn, Vương quốc Anh. 24 thí sinh tham dự cuộc thi. Người chiến thắng là Petra Schürmann, đại diện cho Tây Đức.

## Kết quả
| Kết quả               | Thí sinh                      |
| --------------------- | ----------------------------- |
| Hoa hậu Thế giới 1956 | - Đức – Petra Schürmann †     |
| Á hậu 1               | - Hoa Kỳ – Betty Lane Cherry  |
| Á hậu 2               | - Israel – Rina Weiss         |
| Á hậu 3               | - Nhật Bản – Midoriko Tokura  |
| Á hậu 4               | - Đan Mạch – Anne Rye Nielsen |
| Á hậu 5               | - Thụy Điển – Eva Bränn       |

## Thí sinh
- Áo - Margaret Scherz
- Bỉ - Madeleine Hotelet
- Đan Mạch - Anne Rye Nielsen
- Ai Cập - Norma Dugo
- Phần Lan - Sirpa Helena Koivu
- Pháp - Genevieve Solare
- Đức -  Petra Susanna Schürmann
- Vương quốc Anh - Iris Alice Kathleen Waller
- Hy Lạp - Maria Paraloglou
- Hà Lan - Ans van Pothoven
- Iceland - Agusta Gudmundsdóttir
- Ireland - Amy Kelly
- Israel - Rina Weiss
- Ý - Angela Portaluri
- Nhật Bản - Midoriko Tokura
- Maroc - Lydia Marin
- New Zealand - Jeannette de Montalk
- Nam Phi - Norma Vorster
- Thụy Điển - Eva Bränn
- Thụy Sĩ - Yolanda Daetwyler
- Tunisia - Pascaline Agnes
- Thổ Nhĩ Kỳ - Suna Tekin
- Hoa Kỳ - Betty Lane Cherry
- Venezuela - Celsa Pieri